# Абадија (Сијена)
Абадија (итал. Abbadia) је насеље у Италији у округу Сијена, региону Тоскана.
Према процени из 2011. у насељу је живело 236 становника. Насеље се налази на надморској висини од 235 м.